# 平安西部街道
平安西部街道，是中华人民共和国辽宁省阜新市海州区下辖的一个乡镇级行政单位。

## 行政区划
平安西部街道下辖以下地区：
城西社区、城东社区、路南社区、平安社区、安宁社区、开滦社区、矿联社区、北山社区和六一一社区。